# Outreach-Staaten
Als Outreach-Staaten, Outreach-Länder oder O5-Staaten (O-5) wurden in den Jahren 2006 bis 2009 diejenigen Schwellenländer bezeichnet, die trotz fehlender Mitgliedschaft an den Treffen der Gruppe der Sieben (G7) teilnahmen. Dies traf auf die wirtschaftlich immer bedeutenderen Staaten Volksrepublik China, Indien, Südafrika, Brasilien und Mexiko zu. Beide Gruppen zusammen wurden auch G8+5 genannt, als die Gruppe der Sieben um Russland erweitert die Gruppe der Acht bildete.
Südafrika wird von der EU und der UN zu den Industriestaaten gezählt, nicht zu den Schwellenländern.
Der sogenannte Heiligendamm-Prozess (benannt nach dem Gipfel-Tagungsort 2007; siehe G8-Gipfel in Heiligendamm 2007) trug der Ansicht Rechnung, dass so weitreichende und globale Themen wie Klimaschutz nicht ohne Einbeziehung der großen Schwellenländer gelöst werden können. In Heiligendamm war ein Treffen der G8-Staatschefs mit denen der O5-Staaten und der NEPAD-Staaten vorgesehen.

## Elmau 2015
Zum G7-Outreach-Treffen des G7-Gipfels auf Schloss Elmau waren folgende Staaten geladen:
Äthiopien, der Irak, Liberia, Nigeria, der Senegal, Tunesien, dazu auch die Afrikanische Union.